# Kicker-Statue

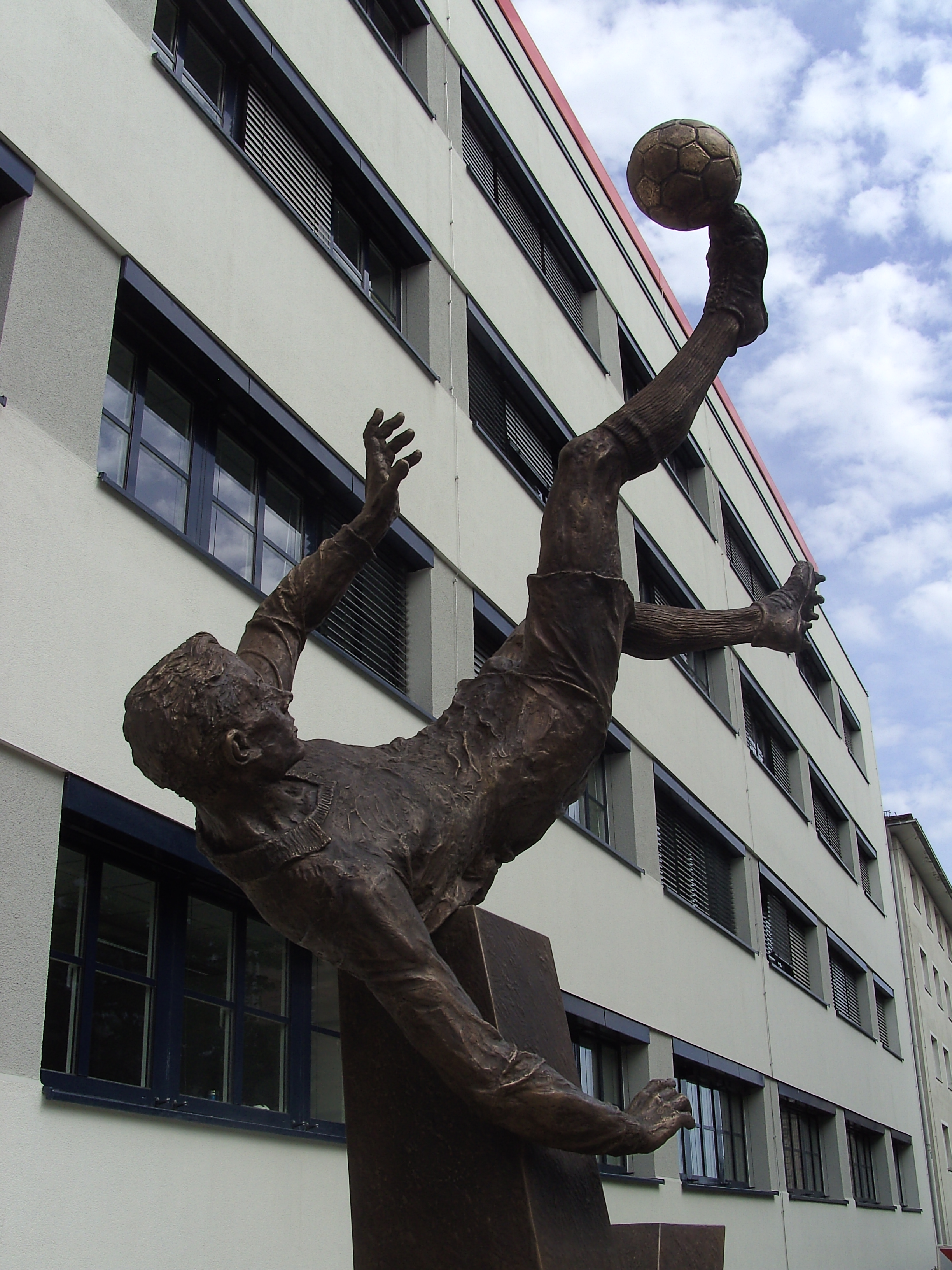
Kicker-Statue, Künstler Josef Tabachnyk, Nürnberg, 2014

Die Kicker-Statue ist eine Skulptur des Bildhauers Josef Tabachnyk vor dem neu gestalteten Gebäude des Kicker-Sportmagazins in der Badstraße in Nürnberg, die einen Fußballspieler beim Ausführen eines Fallrückziehers darstellt. Die Statue wurde am 22. Mai 2014 in Anwesenheit von Toni Schnell (Geschäftsführer des Olympia-Verlags), Josef Tabachnyk und zahlreicher Mitarbeiter des Kicker-Sportmagazins enthüllt.
Der grüne Granit symbolisiert ein Fußballfeld, das k ist das Logo der Zeitschrift Kicker. Nach Überwinden der Schwerkraft der Erde, schwebt die dynamische Figur eines Fußballspielers Der Fallrückzieher in der Luft.
Die Maße der Statue sind 320 cm × 200 cm × 140 cm.
Laut Josef Tabachnyk erhebt sich der Ball an der Spitze des Fußes über allem „als Symbol des Sportgeistes, der Leidenschaft für die Schönheit des Spiels, der Liebe von Millionen für diesen Sport“.